# Kasteel van Lumagne
Het Kasteel van Lumagne (Frans: Château de Lumagne) is een kasteel in de Franse gemeente Saint-Genis-Laval. Het kasteel is een beschermd historisch monument sinds 1943.